# Kolos Nerona
Kolos Nerona – olbrzymich rozmiarów rzeźba z brązu wzniesiona przez cesarza Nerona, stojąca w starożytności przed rzymskim Koloseum.
Posąg, wzniesiony po pożarze miasta w 64 roku, został wykonany przez greckiego rzeźbiarza Zenodorosa. Pierwotnie ustawiony był w westybulu Domus Aurea. Jego wygląd znany jest z wizerunków zachowanych na rzymskich monetach. Mierząca około 35 m wysokości rzeźba przedstawiała nagiego Nerona jako boga słońca, trzymającego w ręku ster wsparty o glob ziemski. Za panowania Wespazjana posąg został przerobiony na pomnik Heliosa, a jego głowę ozdobiono słoneczną koroną z siedmioma promieniami. Z rozkazu Hadriana rzeźbę przesunięto z jej pierwotnej lokalizacji na północno-zachodnią stronę Koloseum, aby zrobić miejsce pod budowę świątyni Wenus i Romy. Przesunięcie posągu, za które odpowiedzialny był architekt Dekrianus, było ogromnym przedsięwzięciem logistycznym: według źródeł kolos był ciągnięty przez 24 słonie.
Za panowania Kommodusa rzeźbę przerobiono, po zmianie głowy i dodaniu atrybutów ukazywała ubóstwionego władcę jako Herkulesa. Po śmierci cesarza w 192 roku przywrócono kolosowi poprzedni wygląd. Posąg jest wzmiankowany jeszcze w IV wieku. Przestał istnieć przed 1000 rokiem, ale dokładna data i okoliczności jego zniszczenia nie są znane. Być może został przetopiony. Wzmianka Bedy Czcigodnego (Quandiu stabit coliseus, stabit et Roma; quando cadit coliseus, cadet et Roma; quando cadet Roma, cadet et mundus) wskazuje, że kolos mógł stać jeszcze w VIII wieku. Itinerarium z Einsiedeln z przełomu VIII i IX wieku nie zawiera już jednak żadnych informacji na jego temat.
Kolos ustawiony był na wysokiej na 7 metrów prostokątnej podstawie o wymiarach 17,6×14,75 m, wykonanej z betonu okładanego cegłą, pokrytego z zewnątrz marmurem. Podstawa posągu zachowała się i została odkopana w 1828 roku. Zniszczono ją w 1936 roku podczas budowy via dell’Impero. Jej fundamenty odsłonięto ponownie w 1986 roku.
Amfiteatr Flawiuszów zapożyczył swoją nazwę – Koloseum – od stojącej obok rzeźby Kolosa Nerona.